# Aristides Maria Pereira
Aristides Maria Pereira GColSE • GColIH (Fundo das Figueiras, Boa Vista, Cabo Verde, 17 de novembro de 1923 — Coimbra, Portugal, 22 de setembro de 2011) foi um político de Cabo Verde, foi o primeiro presidente da república do seu país de 1975 até 1991.

## Biografia
Começou a sua vida profissional a trabalhar como radiotelegrafista, onde chegou a Chefe dos Serviços de Telecomunicações, na Guiné-Bissau.
A partir da década de 1940 Aristides Pereira envolveu-se na luta pela independência de Cabo Verde. Juntamente com Amílcar Cabral, fundou o Partido Africano para a Independência da Guiné e Cabo Verde (PAIGC), em 1956, assumindo o cargo de secretário-geral, em 1973. Após a morte de Cabral, os conspiradores liderados por Inocêncio Kani e Mamadou Mahdaoui capturaram Aristides Pereira, capturado e submetido a severos espancamentos. Eles tentaram tirá-lo de barco de Conacri. No entanto, a conspiração foi rapidamente suprimida, Pereira foi libertado pelo exército guineense (segundo outras fontes, por marinheiros navais soviéticos a pedido do Presidente da Guiné Sekou Touré).
Com a conquista da independência, em 1975, Aristides Pereira tornar-se-ia o primeiro presidente da República de Cabo Verde, cargo que manteve até 1991. Em 1991, e após eleições democráticas, Aristides Pereira perdeu a presidência para António Mascarenhas Monteiro.
A história dos direitos humanos no Cabo Verde foi relativamente melhor do que em outros países do Bloco Socialista e a participação dos cidadãos no governo foi maior devido aos comités locais e seu próprio governo foi capaz de lidar com a seca que atingiu o país. Cabo Verde é um dos poucos países do mundo que nunca teve a pena de morte como sentença no seu código penal desde a independência, embora vários partidos políticos da oposição tiveram de ser fundados no exílio, como a União Independente e Democrática de Cabo Verde (em 1975), que foi excluída das negociações de independência e teve de ser fundada em Portugal em 1981,com o fundamento de que o comunismo exige que suas nações sejam unipartidárias, uma doutrina da qual Aristides era um seguidor.  
A partir de 1975, a área florestal de Cabo Verde aumentou de 3 000 para 45 000 hectares: o governo previa mais 75 000 em dez anos, o que auto-abasteceria a população com lenha. Na estação das chuvas, homens e mulheres deixaram suas casas e escritórios para plantar árvores por uma semana. A reforma agrária foi implementada, priorizando a produção de alimentos para o consumo da população (apenas 5% foram produzidos), ao invés de privilegiar a exportação de safras características do período colonial. Apesar dessas ações, a produção agrícola caiu devido às fortes secas e o governo passou a promover a pesca, como parte de seu Primeiro Plano de Desenvolvimento. Em 1984, a seca reduziu as safras em 25% em relação a cinco anos antes, o déficit da balança comercial era de 70 milhões de dólares e a dívida externa era de 98 milhões de dólares. O sistema de distribuição de alimentos e a gestão eficiente do estado evitaram que o país caísse na fome. Em 1986, o Segundo Plano deu prioridade ao setor privado da economia (especialmente o informal) e a desertificação foi combatida. A meta era recuperar (até 1990) mais de cinco mil hectares de terras e colocar em funcionamento um sistema único de administração e distribuição das reservas hídricas do país. Na primeira etapa, foram construídas mais de 15 000 barragens de contenção de águas pluviais e arborizados 23 101 hectares. Apesar da seca, a produtividade agrícola aumentou, o que abasteceu quase inteiramente a população com Carne e Legumes, sem recorrer à importação. 

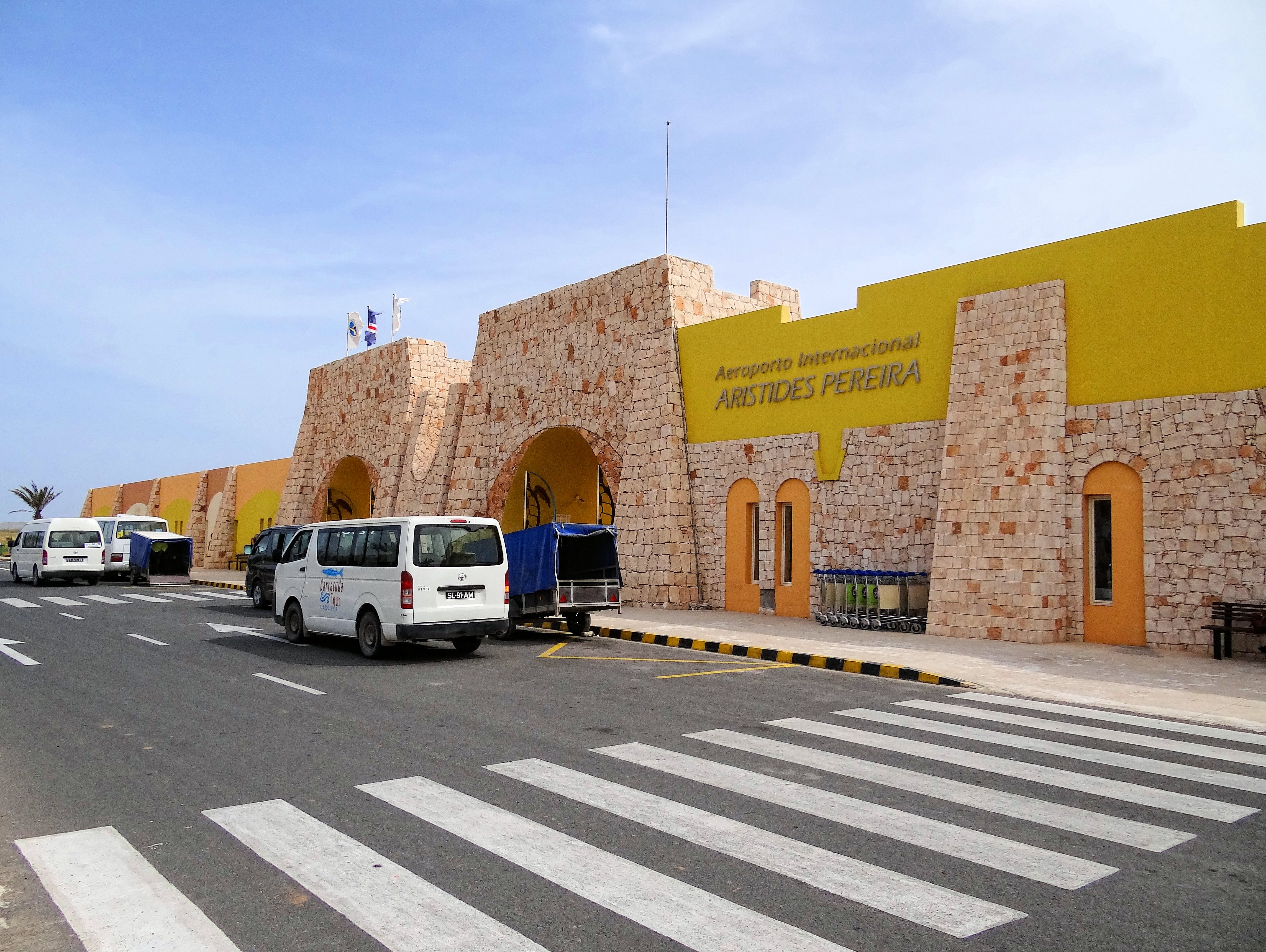
Aeroporto-Internacional-Aristides-Pereira

Faleceu em Coimbra, Portugal, em 22 de setembro de 2011, aos 87 anos. Estava em Portugal desde início de agosto, tendo sido operado em Coimbra na sequência de fratura no colo do fémur, agravada pela condição de diabético. Carlos Veiga  líder do maior partido da oposição o MPD considerou que o primeiro presidente de Cabo Verde foi uma personalidade que conquistou respeito e simpatia em várias partes do mundo.
Recebeu a Medalha da Ordem Amílcar Cabral - 1.º Grau de Cabo Verde, o Grande-Colar da Ordem do Infante D. Henrique de Portugal a 31 de Janeiro de 1986, o Grande-Colar da Ordem Militar de Sant'Iago da Espada de Portugal a 9 de Agosto de 1989 e a Medalha da Ordem de Agostinho Neto de Angola.
Doutor honoris causa pelas Faculdades de Direito das Universidades de Rhode Island (Providence, EUA), Sacred Heart de Bridgeport, e pela Faculdade de Economia da Universidade de Coimbra (Portugal).